# Taiga de Ojotsk-Manchuria
La ecorregión de la taiga de Ojotsk-Manchuria (WWF ID: PA0606) es un área de bosques de coníferas en el Lejano Oriente ruso, que cubre el delta del río Amur, la costa oeste del mar de Ojotsk y la extensión escarpada de las montañas del norte de la cordillera de Sijoté-Alín que se extienden de suroeste a noreste a través de los territorios (krais) de Primorie y Jabárovsk. Es el bosque de taiga más al sur de Eurasia. La ecorregión se distingue de las ecorregiones circundantes por un clima ligeramente más cálido debido a la influencia marítima y el escudo de las montañas al oeste, y por la mezcla de especies de flora y fauna de las comunidades de Ojotsk-Kamchatka al norte y especies de Manchuria al sur. El bosque en altitudes más bajas es «taiga clara» (principalmente alerces) y «taiga oscura» (abetos y píceas) en altitudes más altas. La ecorregión se encuentra en la ecozona Paleártico, tiene un clima continental húmedo y cubre un área de 155 260 km² (59 945,9 mi²).

## Localización
La ecorregión cubre un área de aproximadamente 700 km de oeste a este por 1200 km de norte a sur, la distancia de norte a sur se extiende por largas y estrechas franjas a lo largo de la costa del Mar de Ojotsk hacia el norte, y por la columna vertebral de la cordillera de Sijoté-Alín hasta el sur. El delta del río Amur y las montañas Sijote-Alín atraviesan el centro de la ecorregión y se encuentran en el mar de Ojotsk y las islas Chantar en alta mar. Al oeste se encuentra la ecorregión de bosques mixtos de Manchuria, un área de colinas bajas cubiertas de pinos y bosques caducifolios. El borde oriental de la ecorregión lo forma el Mar de Ojotsk y el Golfo de Sajalín. Al norte se encuentra la ecorregión de la taiga de Siberia Oriental, una región más fría de bosques de alerces y menos nieve. La ecorregión de bosques latifoliados y mixtos de Ussuri se encuentra algo más al sur, con temperaturas más cálidas y bosques mixtos latifoliados.

## Clima
El clima característico de la ecorregión es clima continental húmedo, con veranos fríos (clasificación climática de Köppen (Dwb)), con un invierno seco. Este clima se caracteriza por grandes diferencias estacionales de temperatura, con inviernos secos y veranos frescos, al menos cuatro meses con un promedio de más de 10 °C (50,0 °F), pero ningún mes con un promedio de más de 22 °C (71,6 °F), e inviernos fríos con precipitaciones mensuales inferiores a una décima parte del mes de verano más lluvioso.
Las temperaturas medias oscilan entre los −27 °C (−16,6 °F) en enero y los 18,3 °C (64,9 °F) en julio. El viento sopla del este (de mar a tierra) durante el período cálido, trayendo el 80-90% de la precipitación, y sopla de oeste a este (de Siberia hacia el mar) durante la estación fría.

## Flora y fauna
La ecorregión de la taiga de Ojotsk-Manchuria es la más meridional de las ecorregiones boreales; la cubierta forestal dominante es la taiga oscura (abetos y píceas) en las altitudes elevadas y el alerce en las altitudes más bajas. La región está más al norte y más alta que la ecorregión de bosques latifoliados y mixtos de Ussuri, que sustenta el pino coreano (Pinus koraiensis) y el roble mongol (Quercus mongolica) y otras especies de hoja ancha. El 36 % del territorio consiste en bosque denso de coníferas caducifolio, 19 % bosque denso de coníferas siempre verde, 8 % bosque denso latifoliado caducifolio, 13 % bosque denso de tipo desconocido y el 5 % de humedales. El delta del río Amur proporciona extensos humedales y vida vegetal asociada.
En lo que respecta a la fauna son comunes depredadores como el zorro rojo (Vulpes vulpes), el lobo (Canis lupus), el glotón (Gulo gulo) y el lince (Lynx lynx), pero también animales de mayor tamaño como el oso pardo (Ursus arctos) y ungulados como el alce (Alces alces), el sika (Cervus nippon) y el reno (Rangifer tarandus). Las Islas Chantar y el Mar de Ojotsk albergan grandes colonias de aves marinas. En el continente, sin embargo, son comunes el azor norteño (Accipiter gentilis), el cárabo uralense (Strix uralensis), el cuco de Horsfield (Cuculus optatus) y el agateador norteño (Certhia familiaris).

## Áreas protegidas
Mas del 8% de la extensión de la ecorregión está incluido en un área oficialmente protegida de la Federación Rusa, que incluye:
- Reserva natural de Botcha la más septentrional de las áreas protegidas habitadas por el raro tigre siberiano (Panthera tigris altaica) (2674 km²)
- Reserva natural de Bureya (3584 km²)
- Reserva natural de Dzhugdzur soporta corrientes de desove en el mar de Ojotsk para salmón chum, salmón rosado y salmón coho (8599 km²)
- Reserva natural de Komsomolsk (643 km²)
- Parque nacional de las Islas Chantar (5155 km²)

## Asentamiento urbanos
El área está escasamente poblada; la ciudad más grande es Komsomolsk del Amur en el extremo sur de la región.